# Манфред Шмід (футболіст)
Манфред Шмід (нім. Manfred Schmid, нар. 20 лютого 1971, Відень) — австрійський футболіст, що грав на позиції півзахисника. По завершенні ігрової кар'єри — тренер. З 2024 року очолює тренерський штаб команди «Гартберг». Найбільш відомий за виступами за клуб «Аустрія» (Відень), у складі якого став триразовим чемпіоном Австрії та дворазовим володарем Кубка Австрії, пізніше також був головним тренером віденського клубу.

## Ігрова кар'єра
Манфред Шмід народився 1971 року у Відні, та є вихованцем футбольної школи клубу «Аустрія» (Відень). У 1990 році розпочав грати в основній команді клубу, в якій виступав до 2002 року, взявши участь у 224 матчах чемпіонату. За цей час тричі виборював титул чемпіона Австрії, ставав володарем Кубка Австрії (двічі). Протягом 2002—2003 років грав у складі клубу ЛАСК (Лінц), після чого в 2003 році грав у другій команді клубу «Аустрія», і в цьому ж році завершив виступи на футбольних полях.

## Кар'єра тренера
Манфред Шмід розпочав тренерську кар'єру відразу ж по завершенні кар'єри гравця, і в 2003 році спочатку очолив юнацьку команду клубу «Аустрія» (Відень), а пізніше до 2007 року працював у тренерському штабі другої команди клубу «Аустрія».
У 2008 Манфред Шмід очолив нижчоліговий австрійський клуб «Шваненштадт», а в 2008—2011 роках працював у тренерському штабі клубу «Вінер-Нойштадт». У 2012—2013 роках Шмід знову працював у тренерському штабі клубу «Аустрія». У 2013—2017 роках тренер працював у німецькому клубі «Кельн». У 2017—2018 роках Шмід працював у іншому німецькому клубі «Боруссія», після чого в 2019 році знову входив до тренерського штабу клубу «Кельн».
У 2021 році Манфред Шмід став головним тренером команди «Аустрія», в якій працював до кінця 2022 року. На початку 2023 року тренер очолив клуб «Вольфсбергер». У 2024 році Шмід очолив клуб «Гартберг».

## Титули і досягнення

### Як футболіст
- Чемпіон Австрії (3):

«Аустрія» (Відень): 1990–1991, 1991–1992, 1992–1993
- Володар Кубка Австрії (2):

«Аустрія» (Відень): 1991–1992, 1993–1994